# Samar Nassar
Samar Odett Nassar (arab. ‏سمر أوديت نصار ‎, ur. 16 lutego 1978 w Bejrucie) – palestyńsko–jordańska pływaczka, dwukrotna olimpijka. Pierwsza kobieta reprezentująca Palestynę na igrzyskach olimpijskich, a także pierwszy arabski sportowiec, który reprezentował co najmniej dwa kraje na tej imprezie. Specjalizowała się w konkurencji 50 m stylem dowolnym.
Samar Nassar urodziła się w Bejrucie. Gdy miała 3 lata przeniosła się wraz z rodzicami do Jordanii. Mówi o sobie, że jest Jordanką pochodzenia palestyńskiego.
Podczas letnich igrzysk olimpijskich 2000 odbywających się w Sydney reprezentowała Palestynę. W eliminacjach na 50 m stylem dowolnym z czasem 30,05 zajęła drugie, nie dające awansu do następnej rundy miejsce. 4 lata później na igrzyskach w Atenach reprezentowała Jordanię. W eliminacjach na 50 m stylem dowolnym z czasem 30,83 zajęła siódme, nie premiowane awansem do następnej rundy miejsce.
Samar Nassar była szefową misji reprezentacji Jordanii na letnich igrzyskach olimpijskich 2012. Była także członkiem zarządu Jordańskiego Komitetu Olimpijskiego. Po igrzyskach powierzono jej zorganizowanie w Jordanii mistrzostw świata U-17 w piłce nożnej kobiet 2016. Projekt ten miał za zadanie promować rozwój kobiecego sportu w tym kraju. W grudniu 2013 r. wysiłki Nassar i jej zespołu zostały wynagrodzone, kiedy to ogłoszono Jordanię gospodarzem mistrzostw. Pełniła funkcję dyrektora generalnego lokalnego komitetu organizacyjnego.
Nassar kształciła się w Europie. Posiada tytuł licencjata z biologii molekularnej i genetycznej oraz magistra z zarządzania sportem.